# Sant'Elia Fiumerapido
Sant'Elia Fiumerapido este o comună în Provincia Frosinone, Lazio din Italia. În 2011 avea o populație de 6.233 de locuitori.

## Demografie
Sant'Elia Fiumerapido - evoluția demografică

|  | Graficele sunt indisponibile din cauza unor probleme tehnice. Mai multe informații se găsesc la Phabricator și la wiki-ul MediaWiki. |

Date: Recensăminte sau birourile de statistică - grafică realizată de Wikipedia